# 1937 dans le catholicisme
Chronologie du catholicisme
- 1933
- 1934
- 1935
- 1936
- 1937
- 1938
- 1939
- 1940
- 1941

Cet article présente les faits marquants de l'année 1937 dans le catholicisme.

## Évènements
- 3 au 7 février : Congrès eucharistique international à Manille.
- 13 décembre : Création de 5 cardinaux par Pie XI.

## Naissances
- 4 janvier : Cosmas Michael Angkur, prélat indonésien, évêque de Bogor († 18 décembre 2024)
- 16 janvier : 
  - Gérard Fourez, prêtre jésuite, physicien et théologien belge († 2 septembre 2018)
  - Francis George, cardinal américain, archevêque de Chicago († 17 avril 2015)
- 18 janvier Bienheureux Christian de Chergé, moine trappiste, missionnaire en Algérie et martyr français († mai 1996)
- 20 janvier : Albert-Marie de Monléon, prélat dominicain français, évêque de Meaux († 29 avril 2019)
- 23 janvier : Pier Luigi Celata, prélat italien, diplomate du Saint-Siège et archevêque titulaire de Dioclée (de)
- 1er février : Audrys Juozas Bačkis, cardinal lituanien, archevêque de Vilnius, précédemment diplomate du Saint-Siège et archevêque titulaire de Meta (de)
- 8 février : Harry Wu, dissident et détenu chinois catholique († 26 avril 2016)
- 15 février : Raymundo Damasceno Assis, cardinal brésilien, archevêque d'Aparecida
- 6 mars : Peter Connors (en), prélat australien, évêque de Ballarat (en)
- 16 mars : Attilio Nicora, cardinal italien de la Curie († 22 avril 2017)
- 24 mars : Antonio Franco, prélat italien, diplomate du Saint-Siège et archevêque titulaire de Gallesium (de)
- 28 mars : Geraldo Verdier, prélat et missionnaire français, évêque de Guajará-Mirim († 22 octobre 2017)
- 30 mars : Philippe Stevens, prélat et missionnaire belge, évêque de Maroua-Mokolo († 7 décembre 2021)
- 6 avril : Inés Arango, religieuse franciscaine et missionnaire colombienne, martyre, vénérable († 21 juillet 1987)
- 14 avril : Guy Bagnard, prélat français, évêque de Belley-Ars
- 25 avril : Toribio Ticona Porco, cardinal bolivien, prélat de Corocoro
- 29 avril : Lluís Martínez i Sistach, cardinal espagnol, archevêque de Barcelone
- 17 mai : Han Dingxiang, prélat chinois, évêque clandestin de Yongnian († 9 septembre 2007)
- 19 mai : Daniel Donovan, prêtre et théologien canadien
- 29 mai : Alois Kothgasser, prélat autrichien, archevêque de Salzbourg († 22 février 2024)
- 5 juin : Faustino Sainz Muñoz, prélat espagnol, diplomate du Saint-Siège et archevêque titulaire de Novaliciana (de) († 31 octobre 2012)
- 11 juin : Guy Romano, prélat rédemptoriste et missionnaire français au Niger, premier évêque de Niamey († 23 novembre 2023)
- 15 juin : Félix del Blanco Prieto, prélat espagnol, diplomate du Saint-Siège et archevêque titulaire de Vannida (de) († 10 avril 2021)
- 18 juin : Xavier Le Pichon, géodynamicien et militant catholique français († 22 mars 2025)
- 29 juin : Piero Biggio, prélat italien, diplomate du Saint-Siège et archevêque titulaire d'Otriculum (de) († 18 avril 2007)
- 30 juin : 
  - André Richard, prélat canadien, archevêque de Moncton
  - Giovanni Battista Morandini, prélat italien, diplomate du Saint-Siège et archevêque titulaire de Numidie (de) († 21 octobre 2024)
- 8 juillet : Gérard Mulumba Kalemba, prélat congolais, évêque de Mweka († 15 avril 2020)
- 15 août : Jean-Marie Viennet, prêtre français, proche de l'abbé Pierre, secrétaire général d'Emmaüs
- 17 août : Michael Louis Fitzgerald, cardinal anglais, père blanc, diplomate du Saint-Siège et archevêque titulaire de Nepte (de)
- 22 août : Michel Pollien, prélat français, évêque auxiliaire de Paris et évêque titulaire de Pulcheriopolis († 15 janvier 2013)
- Septembre : Anselme Titiama Sanou, prélat burkinabé, archevêque de Bobo-Dioulasso
- 7 septembre : Erwin Josef Ender, prélat allemand, diplomate du Saint-Siège et archevêque titulaire de Germania-en-Numidie (de) († 19 décembre 2022
- 15 septembre : Bienheureux Giuseppe Puglisi, prêtre italien, martyr de la mafia († 15 septembre 1993)
- 22 septembre : Marian Gołębiewski, prélat polonais, archevêque de Wroclaw († 11 mars 2024)
- 10 octobre : Jean-Pierre Kempf, prêtre et compositeur français, auteur de chants religieux († 3 juin 2010)
- 15 octobre : Joseph Irien, dit Job an Irien, prêtre français et auteur en langue bretonne († 2 février 2025)
- 21 octobre : Joseph Chhmar Salas, prélat cambodgien, vicaire apostolique de Phnom Penh et évêque titulaire de Sigus (de), victime des khmers rouges, serviteur de Dieu († septembre 1977)
- 23 octobre : Stephen Naidoo, prélat sud-africain, archevêque du Cap et opposant à l'apartheid († 1er juillet 1989)
- 2 novembre : Aloys Jousten, prélat belge, évêque de Liège († 20 septembre 2021)
- 6 novembre : Carlo Liberati, archevêque italien, prélat de Pompéi
- 19 novembre : Francis Lodonu (en), prélat ghanéen, évêque d'Ho (en)
- 5 décembre : 
  - Sotìr Ferrara, prélat italien de rite grec-catholique italo-albanais, évêque de Piana degli Albanesi († 25 novembre 2017)
  - Guy Thomazeau, prélat français, premier archevêque de Montpellier
- 12 décembre : 
  - John Mulagada, prélat indien, évêque d'Eluru († 16 août 2009)
  - Anthony Sharma, prélat jésuite, premier évêque népalais, vicaire apostolique du Népal et évêque titulaire de Gigthi (de) († 8 décembre 2015)
- Date précise inconnue : Alain Marchadour, prêtre assomptionniste et exégète français

## Décès
- 6 janvier : Saint Frère André, religieux canadien (° 9 août 1845)
- 15 janvier : Bienheureux Valentín Palencia, prêtre et martyr espagnol (° 26 juillet 1871)
- 29 janvier : Jean-Vincent Bainvel, prêtre jésuite et théologien français (° 4 août 1858)
- 2 mars : Eugène Venance Guichard, prélat français, préfet apostolique de Yiduxian (es) (° 27 décembre 1883)
- 3 mars : Bienheureuse Concepción Cabrera de Armida, militante catholique et mystique mexicaine (° 8 décembre 1862)
- 13 mars : Mère Sainte-Anne-Marie, religieuse, enseignante, directrice et fondatrice d'établissements scolaires (° 15 octobre 1861)
- 14 mars : Eugène-Stanislas Le Senne, prélat français, évêque de Beauvais (° 27 septembre 1866)
- 3 avril : Bienheureuse Marie Thérèse Casini, religieuse italienne, fondatrice des Oblates du Sacré Cœur de Jésus (° 27 octobre 1864)
- 25 avril : Enoch Lepage, prêtre canadien (° 13 juillet 1876)
- 5 juin : Jules-Alexandre Cusin, prélat français, évêque de Mende (° 26 septembre 1869)
- 20 juin : Alexander Frison, prélat allemand de la Volga, administrateur apostolique d'Odessa, martyr en URSS (°  5 mai 1875)
- 10 août : Eustaquio Ilundáin y Esteban, cardinal espagnol, archevêque de Séville (° 20 septembre 1862)
- 14 août : Charles-Paul Sagot du Vauroux, prélat français, évêque d'Agen (° 31 mars 1857)
- 26 août : Emmanuel Boyreau, prêtre français, fondateur de l'église Notre-Dame-du-Rosaire (° 3 octobre 1859)
- 30 août : Gaetano Bisleti, cardinal italien de la Curie (° 20 mars 1856)
- 7 septembre : Alexis Mermet, prêtre, sourcier et radiesthésiste français (° 12 novembre 1866)
- 10 septembre : Jean-Baptiste Pelt, prélat français, évêque de Metz (° 6 avril 1863)
- 26 septembre : Jean-Baptiste Senderens, prêtre, enseignant et chimiste français (° 27 janvier 1856)
- 30 septembre : Hubert Bourdot, prêtre et mycologue français (° 30 octobre 1861)
- 3 octobre : Charles Maignen, prêtre, théologien, essayiste et militant nationaliste français (° 7 novembre 1858)
- 9 octobre : Frans Schraven (de), légat néerlandais, vicaire apostolique du Chi-Li du Sud-Ouest (de) et évêque titulaire d'Amyclées (de) (° 13 octobre 1873)